# Zaidu Sanusi
Zaidu Sanusi (Lagos, 13 giugno 1997) è un calciatore nigeriano, difensore del Porto e della nazionale nigeriana.

## Caratteristiche tecniche
È un terzino sinistro.

## Carriera
Cresciuto nel settore giovanile del Gil Vicente, nel 2016 è stato acquistato dal Mirandela. Ha esordito fra i professionisti il 12 febbraio 2017 disputando l'incontro di Campeonato de Portugal perso 2-0 contro il Limianos.
Nel 2019 è passato al Santa Clara in Primeira Liga.
Il 30 agosto 2020 firma un quinquiennale con il Porto.

## Statistiche
Statistiche aggiornate al 28 novembre 2023.

### Presenze e reti nei club
| Stagione         | Squadra          | Campionato       | Campionato | Campionato | Coppe nazionali | Coppe nazionali | Coppe nazionali | Coppe continentali | Coppe continentali | Coppe continentali | Altre coppe | Altre coppe | Altre coppe | Totale | Totale | Totale |
| Stagione         | Squadra          | Comp             | Pres       | Reti       | Comp            | Pres            | Reti            | Comp               | Pres               | Reti               | Comp        | Pres        | Reti        | Pres   | Reti   |        |
| ---------------- | ---------------- | ---------------- | ---------- | ---------- | --------------- | --------------- | --------------- | ------------------ | ------------------ | ------------------ | ----------- | ----------- | ----------- | ------ | ------ | ------ |
| 2016-2017        | Mirandela        | CdP              | 17         | 0          | CP+CdL          | 0               | 0               |                    | -                  | -                  |             | -           | -           | 17     | 0      |        |
| 2017-2018        | Mirandela        | CdP              | 22         | 0          | CP+CdL          | 0               | 0               |                    | -                  | -                  |             | -           | -           | 22     | 0      |        |
| 2018-2019        | Mirandela        | CdP              | 32         | 3          | CP+CdL          | 0               | 0               |                    | -                  | -                  |             | -           | -           | 32     | 3      |        |
| Totale Mirandela | Totale Mirandela | Totale Mirandela | 71         | 3          |                 | 0               | 0               |                    | -                  | -                  |             | -           | -           | 71     | 3      |        |
| 2019-2020        | Santa Clara      | PL               | 24         | 1          | CP+CdL          | 1+2             | 0               |                    | -                  | -                  |             | -           | -           | 27     | 1      |        |
| 2020-2021        | Porto            | PL               | 25         | 1          | CP+CdL          | 4+1             | 0               | UCL                | 10                 | 1                  | SP          | 1           | 0           | 41     | 2      |        |
| 2021-2022        | Porto            | PL               | 24         | 3          | CP+CdL          | 6+0             | 0               | UCL+UEL            | 6+4                | 0                  |             | -           | -           | 40     | 3      |        |
| 2022-2023        | Porto            | PL               | 18         | 0          | CP+CdL          | 3+1             | 0               | UCL                | 8                  | 1                  | SP          | 1           | 0           | 31     | 1      |        |
| 2023-2024        | Porto            | PL               | 5          | 1          | CP+CdL          | 0               | 0               | UCL                | 4                  | 0                  | SP          | 1           | 0           | 10     | 1      |        |
| Totale Porto     | Totale Porto     | Totale Porto     | 72         | 5          |                 | 18              | 0               |                    | 32                 | 2                  |             | 3           | 0           | 122    | 7      |        |
| Totale carriera  | Totale carriera  | Totale carriera  | 167        | 9          |                 | 21              | 0               |                    | 32                 | 2                  |             | 3           | 0           | 224    | 11     |        |

### Cronologia presenze e reti in nazionale
| Cronologia completa delle presenze e delle reti in nazionale ― Nigeria | Cronologia completa delle presenze e delle reti in nazionale ― Nigeria | Cronologia completa delle presenze e delle reti in nazionale ― Nigeria | Cronologia completa delle presenze e delle reti in nazionale ― Nigeria | Cronologia completa delle presenze e delle reti in nazionale ― Nigeria | Cronologia completa delle presenze e delle reti in nazionale ― Nigeria | Cronologia completa delle presenze e delle reti in nazionale ― Nigeria | Cronologia completa delle presenze e delle reti in nazionale ― Nigeria |
| Data                                                                   | Città                                                                  | In casa                                                                | Risultato                                                              | Ospiti                                                                 | Competizione                                                           | Reti                                                                   | Note                                                                   |
| ---------------------------------------------------------------------- | ---------------------------------------------------------------------- | ---------------------------------------------------------------------- | ---------------------------------------------------------------------- | ---------------------------------------------------------------------- | ---------------------------------------------------------------------- | ---------------------------------------------------------------------- | ---------------------------------------------------------------------- |
| 9-10-2020                                                              | Klagenfurt                                                             | Nigeria                                                                | 0 – 1                                                                  | Algeria                                                                | Amichevole                                                             | -                                                                      |                                                                        |
| 13-10-2020                                                             | Abuja                                                                  | Nigeria                                                                | 1 – 1                                                                  | Tunisia                                                                | Amichevole                                                             | -                                                                      | 66’                                                                    |
| 13-11-2020                                                             | Benin City                                                             | Nigeria                                                                | 4 – 4                                                                  | Sierra Leone                                                           | Qual. Coppa d'Africa 2021                                              | -                                                                      |                                                                        |
| 27-3-2021                                                              | Cotonou                                                                | Benin                                                                  | 0 – 1                                                                  | Nigeria                                                                | Qual. Coppa d'Africa 2021                                              | -                                                                      |                                                                        |
| 30-3-2021                                                              | Abeokuta                                                               | Nigeria                                                                | 3 – 0                                                                  | Lesotho                                                                | Qual. Coppa d'Africa 2021                                              | -                                                                      |                                                                        |
| 7-9-2021                                                               | Mindelo                                                                | Capo Verde                                                             | 1 – 2                                                                  | Nigeria                                                                | Qual. Mondiali 2022                                                    | -                                                                      | 84’                                                                    |
| 11-1-2022                                                              | Garoua                                                                 | Nigeria                                                                | 1 – 0                                                                  | Egitto                                                                 | Coppa d'Africa 2021 - 1º turno                                         | -                                                                      |                                                                        |
| 15-1-2022                                                              | Garoua                                                                 | Nigeria                                                                | 3 – 1                                                                  | Sudan                                                                  | Coppa d'Africa 2021 - 1º turno                                         | -                                                                      |                                                                        |
| 23-1-2022                                                              | Garoua                                                                 | Nigeria                                                                | 0 – 1                                                                  | Tunisia                                                                | Coppa d'Africa 2021 - Ottavi di finale                                 | -                                                                      |                                                                        |
| 25-3-2022                                                              | Kumasi                                                                 | Ghana                                                                  | 0 – 0                                                                  | Nigeria                                                                | Qual. Mondiali 2022                                                    | -                                                                      | 74’                                                                    |
| 13-6-2022                                                              | Agadir                                                                 | São Tomé e Príncipe                                                    | 0 – 10                                                                 | Nigeria                                                                | Qual. Coppa d'Africa 2023                                              | -                                                                      |                                                                        |
| 27-9-2022                                                              | Bir El Djir                                                            | Algeria                                                                | 2 – 1                                                                  | Nigeria                                                                | Amichevole                                                             | -                                                                      |                                                                        |
| 24-3-2023                                                              | Abuja                                                                  | Nigeria                                                                | 0 – 1                                                                  | Guinea-Bissau                                                          | Qual. Coppa d'Africa 2023                                              | -                                                                      |                                                                        |
| 27-3-2023                                                              | Bissau                                                                 | Guinea-Bissau                                                          | 0 – 1                                                                  | Nigeria                                                                | Qual. Coppa d'Africa 2023                                              | -                                                                      |                                                                        |
| 18-6-2023                                                              | Monrovia                                                               | Sierra Leone                                                           | 2 – 3                                                                  | Nigeria                                                                | Qual. Coppa d'Africa 2023                                              | -                                                                      |                                                                        |
| 8-1-2024                                                               | Abu Dhabi                                                              | Guinea                                                                 | 2 – 0                                                                  | Nigeria                                                                | Amichevole                                                             | -                                                                      |                                                                        |
| 14-1-2024                                                              | Abidjan                                                                | Nigeria                                                                | 1 – 1                                                                  | Guinea Equatoriale                                                     | Coppa d'Africa 2023 - 1º turno                                         | -                                                                      | 65’ 85’                                                                |
| 18-1-2024                                                              | Abidjan                                                                | Costa d'Avorio                                                         | 0 – 1                                                                  | Nigeria                                                                | Coppa d'Africa 2023 - 1º turno                                         | -                                                                      | 80’                                                                    |
| 22-1-2024                                                              | Abidjan                                                                | Guinea-Bissau                                                          | 0 – 1                                                                  | Nigeria                                                                | Coppa d'Africa 2023 - 1º turno                                         | -                                                                      | 80’                                                                    |
| 27-1-2024                                                              | Abidjan                                                                | Nigeria                                                                | 2 – 0                                                                  | Camerun                                                                | Coppa d'Africa 2023 - Ottavi di finale                                 | -                                                                      | 80’                                                                    |
| 2-2-2024                                                               | Abidjan                                                                | Nigeria                                                                | 1 – 0                                                                  | Angola                                                                 | Coppa d'Africa 2023 - Quarti di finale                                 | -                                                                      |                                                                        |
| 11-2-2024                                                              | Abidjan                                                                | Nigeria                                                                | 1 – 2                                                                  | Costa d'Avorio                                                         | Coppa d'Africa 2023 - Finale                                           | -                                                                      | 86’                                                                    |
| Totale                                                                 |                                                                        | Presenze                                                               | 22                                                                     |                                                                        | Reti                                                                   | 0                                                                      |                                                                        |

## Palmarès

### Club

#### Competizioni nazionali
- Supercoppa di Portogallo: 2

Porto: 2020, 2024
- Campionato portoghese: 1

Porto: 2021-2022
- Coppa del Portogallo: 3

Porto: 2021-2022, 2022-2023, 2023-2024
- Coppa di Lega portoghese: 1

Porto: 2022-2023